# X-Static (Hall & Oates)
X-Static è l'ottavo album del duo Hall & Oates, pubblicato nel 1979.
Nel 2000 venne ristampato in CD dalla Buddah Records, con due brani inediti inclusi.

## Tracce
1. Woman Comes and Goes (Daryl Hall) - 3:49
2. Wait For Me (Hall) - 4:08
3. Portable Radio (John Oates, Hall) - 4:46
4. All You Want is Heaven (Oates) - 4:03
5. Who Said the World Was Fair (Hall, Sara Allen) - 4:10
6. Running From Paradise (Hall, Allen) - 6:38
7. Number One (Hall) - 3:46
8. Bebop/Drop (Oates) - 3:57
9. Hallofon (Hall) - 1:21
10. Intravino (Hall, Oates, Allen) - 3:35

### Bonus track ristampa in CD
1. Time's Up (Alone Tonight) - 3:16
2. No Brain, No Pain (Hall, Allen) - 2:53

## Formazione
- Daryl Hall: voce, sintetizzatore, tastiere, chitarra, mandolino
- John Oates: voce, chitarre, vibrafono
- Yogi Horton: batteria
- G.E. Smith: chitarra
- Jerry Marotta: batteria
- David Foster: tastiera, sintetizzatore
- Keith Love: chitarra
- Ralph Schuckett: organo Hammond
- Jay Graydon: chitarra
- John Siegler: basso
- Werner Fritsching: chitarra
- Kenny Passarelli: basso
- Jimmy Maelen: percussioni
- Neil Jason: basso
- Charlie DeChant: sax

Produzione
- David Foster: produzione
- Ed Sprigg: suono
- Bruce Buchalter, David Leonard, Mark Linett, Jo Smith: assistenti suono